# 스트로프바펄

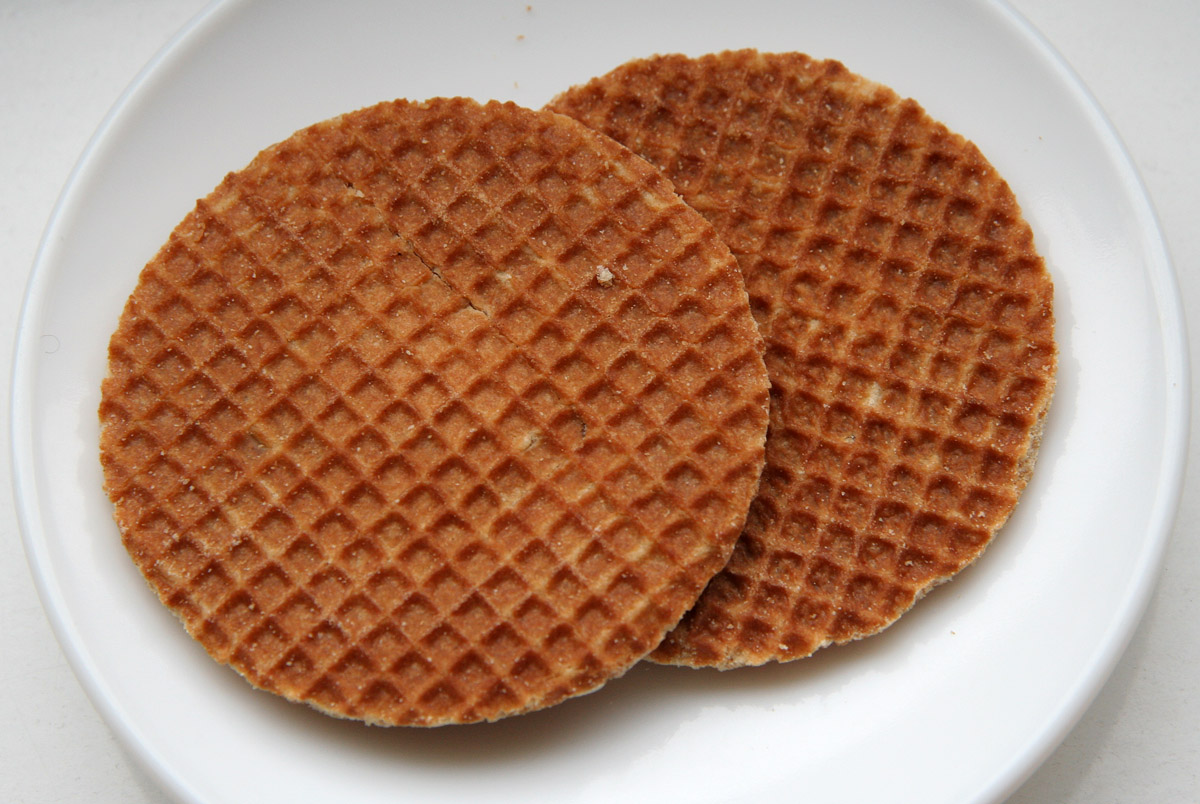
스트로프바펄

스트로프바펄(네덜란드어: stroopwafel→시럽 와플)은 양과자의 일종으로, 격자 모양의 얇고 둥근 와플 원단 사이에 시럽을 끼운 것이다. 이것은 와플 반죽을 구울 때 중간에 반으로 잘라 한쪽 표면에 시럽을 바르고 다시 겹쳐 굽는 것이다. 직경 10cm의 스트로프바펄이 예부터 만들어져 있지만, 현재는 5cm에서 25cm까지 다양한 크기의 것이 만들어지고 있다. 스트로프바펄은 1810년경 네덜란드의 하우다에서 처음 만들어졌다. 당시는 빵 굽는 사람이 먹다 남은 음식 재료를 이용해 만든 싼 과자로 팔리고 있었다. 19세기에는 시장에서도 팔리고 있었다. 현재 스트로프바펄은 네덜란드는 물론 해외에서도 먹을 수 있게 되어, 슈퍼마켓과 기념품 가게 등에서도 팔리고 있다.

## 같이 보기
- 고프르 푸레